# Sac à eau

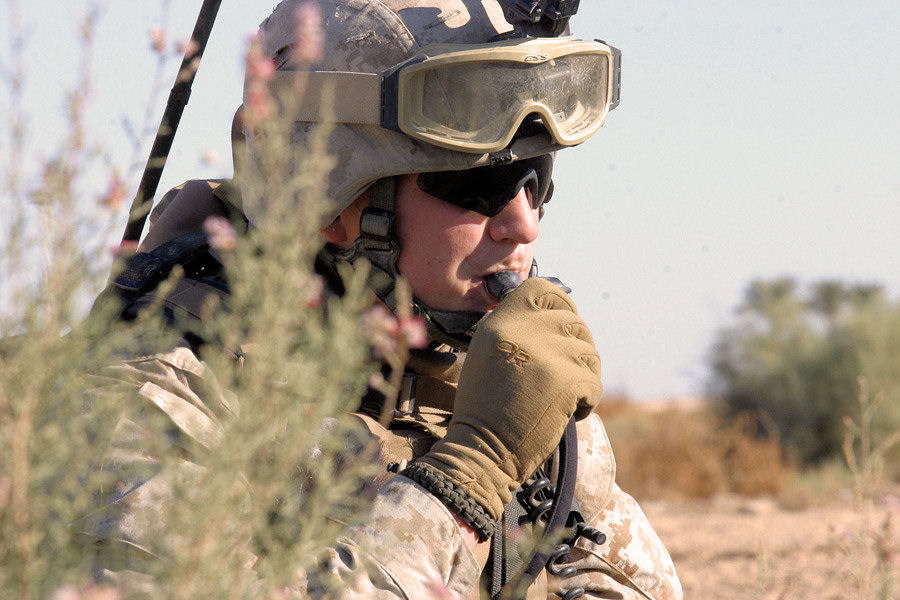
Un Marine s'hydratant au moyen d'un sac à eau, durant la guerre en Irak.

Un sac à eau, aussi appelé sac-gourde ou sac-réservoir, ou encore outre dorsale, est un type de sac à dos (ou plus rarement, de sac à la taille) contenant un réservoir souple rempli d'eau (ou de toute autre boisson) et équipé d'un tuyau flexible sortant du sac pour être maintenu à portée de la bouche de l'utilisateur, de manière qu'il puisse s'en servir à tout moment comme d'une paille. Ce dispositif, utilisé comme une alternative à la gourde, a l'avantage de permettre à l'utilisateur de s'hydrater tout en gardant les mains libres, sans être gêné pour continuer son activité.
Il trouve ainsi son utilité dans les sports et les loisirs en extérieur (notamment pour le cyclisme, la course à pied (comme en trail), le canoë-kayak, le ski, la randonnée pédestre, le parapente, le vol à voile, le roller, la moto et la chasse), mais aussi auprès des soldats et des forces de l'ordre lors d'opérations de longue durée.

## Description

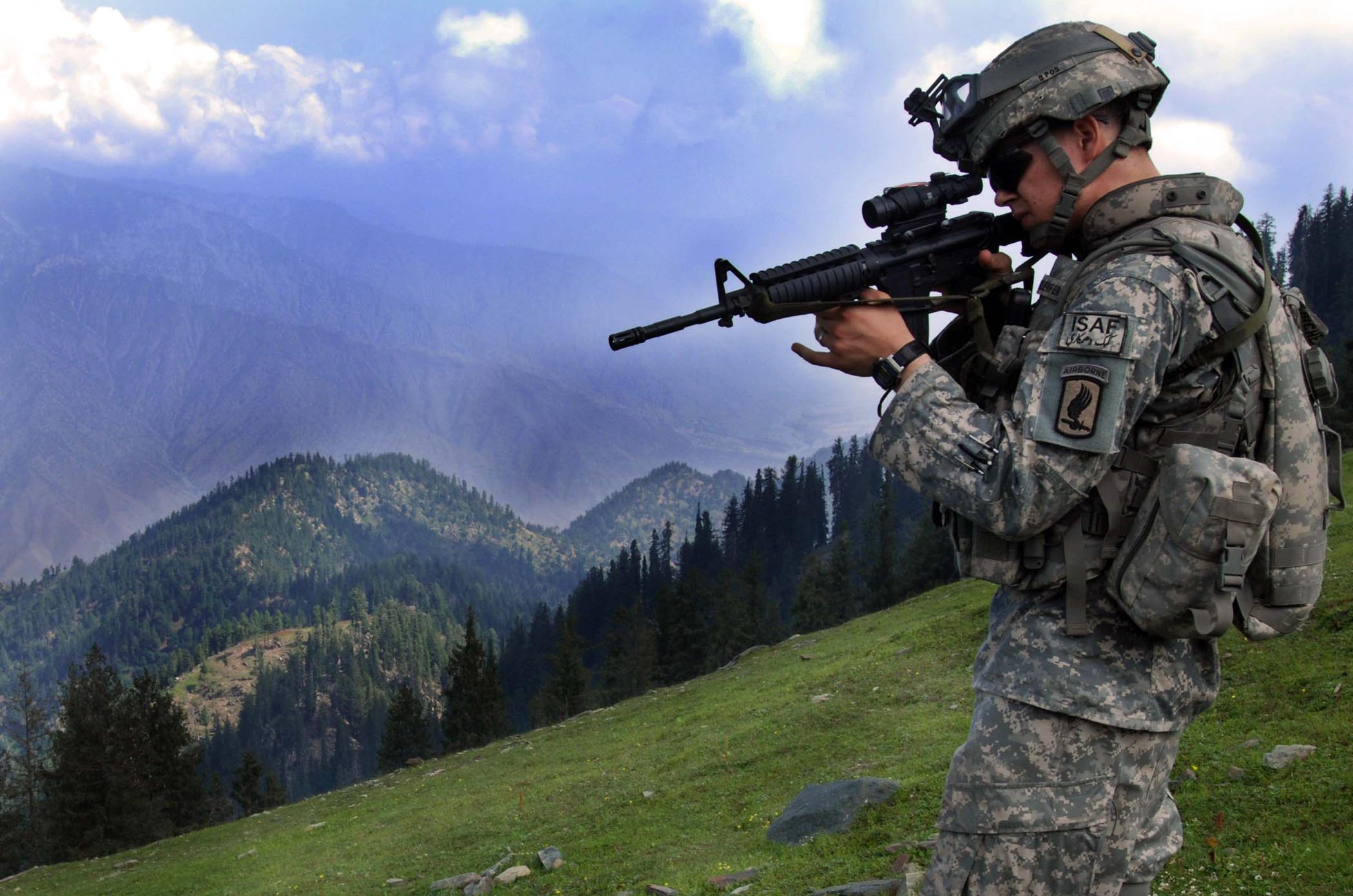
Un soldat américain de l'ISAF équipé d'un sac à eau durant la guerre en Afghanistan.

La forme adoptée par les sacs à eau varie d'un modèle à l'autre, selon les usages que l'on souhaite en faire. Ainsi certains d'entre eux, conçus pour ne contenir rien d'autre que le réservoir, sont très compacts et légers, tandis que d'autres, à l'instar de n'importe quel autre sac à dos, contiennent des poches additionnelles en nombre et en capacité variables, et sont par conséquent plus volumineux et encombrants.
Le réservoir est fait de caoutchouc ou de plastique. En plus du tuyau, il est équipé d'une seconde ouverture, plus large, fermée par un bouchon, permettant de le remplir. Il est généralement dissocié du sac, et d'ailleurs il faut souvent l'en sortir pour pouvoir le remplir. Sa contenance est habituellement comprise entre 1,5 et 3 litres. Il est parfois isolé thermiquement pour empêcher le liquide de geler ou de chauffer.
Le tuyau sort généralement du sac par la partie supérieure, et arrive à portée de la bouche de l'utilisateur en passant par-dessus son épaule, souvent en étant fixé le long d'une des bretelles du sac. À l'autre extrémité, il se termine par une valve, laquelle doit généralement être mordue pour que le liquide puisse passer, avant d'être aspiré par l'utilisateur. Certaines valves sont aussi équipées de capuchons pour les protéger des saletés telles que la terre, la boue, le sable ou la poussière, qui sont susceptibles de venir s'y projeter au cours des activités pour lesquelles les sacs à eau sont conçus.

## Bénéfices
Pour les activités sportives, ce système évite de devoir sortir une gourde d'un sac et s'arrêter pour boire. Ainsi le sportif ne casse pas son rythme (particulièrement pour les courses d'endurance ou la randonnée).
Pour les militaires, il permet de gagner du temps et évite une perte d'attention. La poche à eau est particulièrement prisée des tireurs d'élite, qui doivent souvent surveiller pendant longtemps une scène, en bougeant le moins possible pour rester invisibles.
Les VTTistes s'hydratent davantage lorsqu'ils sont équipés d'un sac à eau, du fait de l'aspect pratique du système, ce qui permet d'éviter les déshydratations.

## Entretien
Un manque d'entretien des parties en contact avec le liquide peut avoir comme conséquence le développement de bactéries.
Il existe dans le commerce des kits prévus pour faciliter cette tâche. Ils contiennent généralement des goupillons de tailles et de formes adaptées, pour les uns, au réservoir, et pour les autres, au tuyau, ainsi que des tablettes nettoyantes conçues pour se dissoudre dans un réservoir rempli d'eau ; ou encore des pièces permettant de suspendre le réservoir et de le maintenir ouvert, ce qui facilite le séchage et évite les moisissures.

## CamelBak
Dans le langage courant, la marque CamelBak, fondée dans les années 1990,  est spécialisée dans les sacs à eau et se présentant comme pionnière et leader dans ce domaine. Elle reste souvent utilisée de manière générique pour désigner tout produit de ce type, même s'il est de marque différente,, ; elle vient de l'anglais « back », qui désigne le dos, et « camel », qui désigne le chameau, faisant ainsi un parallèle avec les bosses de cet animal, réputées contenir suffisamment d'eau pour lui garantir une grande autonomie (en fait, de l'énergie sous forme de graisse). Il existe cependant de nombreuses autres marques fabriquant de tels produits ; à l'inverse, d'autres types de produits peuvent être étiquetés CamelBak, la marque s'étant récemment diversifiée, avec par exemple des bouteilles en polycarbonates, des gants, et divers autres équipements de transport et de rangement à usage tactique.

Un sac à eau de marque CamelBak
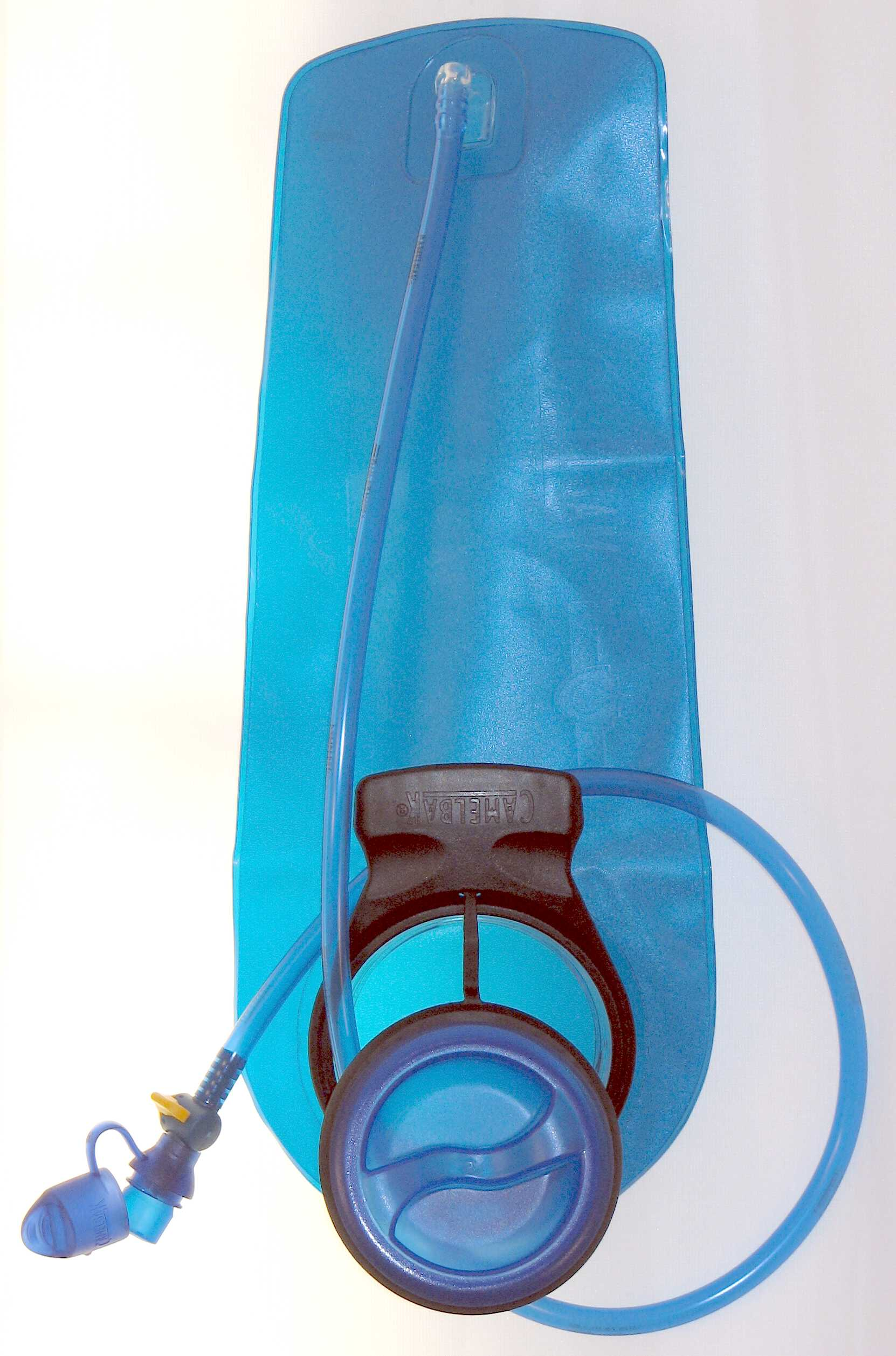
Détail du réservoir et du tuyau, sortis du sac.
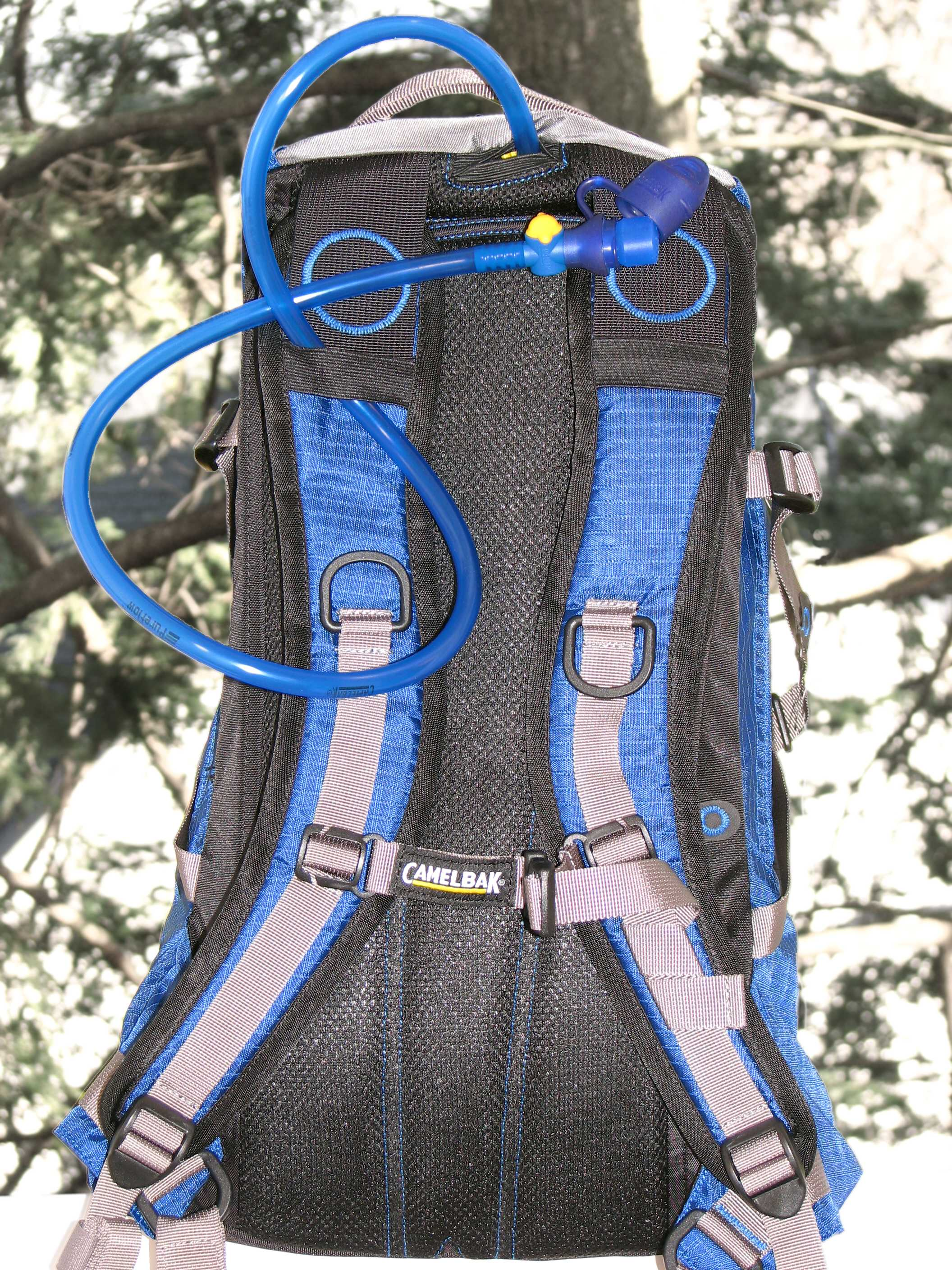
Vue extérieure, le tuyau est visible (en bleu).